# Proterosuchus
Proterosuchus és un gènere extint de sauròpsids arcosauromorfs proterosúquids que visqueren durant el Triàsic Inferior a Sud-àfrica. Era el rèptil més gran de la seva època, igualant en grandària al dragó de Komodo. Estava emparentat amb els cocodrils primitius. Posseïa forts músculs en la mandíbula i en el coll, la qual cosa li permetria atacar a animals tan grans com listrosaure. Segurament era un rèptil de sang freda, per la qual cosa regulava la seva temperatura prenent el sol o banyant-se en l'aigua o el fang. És possible que romangués en letargia en els mesos de l'estació seca.
Encara que fos un animal de vida amfíbia, preferia caçar animals terrestres a peixos. Entre les seves preses estaven els rèptils i sinàpsids de grandària petita o mitjà.